# 拉谢普
拉谢普（法語：La Cheppe，法語發音：[la ʃɛp]）是法国马恩省的一个市镇，属于香槟沙隆区。

## 地理
拉谢普（49°2'59"N, 4°30'4"E）面积23.9 平方千米，位于法国大東部大區马恩省，该省份为法国东北部内陆省份，北起阿登省，西北接埃纳省，西南接塞纳-马恩省，南至奥布省，东南接上马恩省，东临默兹省。
与拉谢普接壤的市镇（或旧市镇、城区）包括：比西堡、库尔蒂索勒、屈佩尔利、莱皮讷、圣艾蒂安欧唐普勒、叙普。

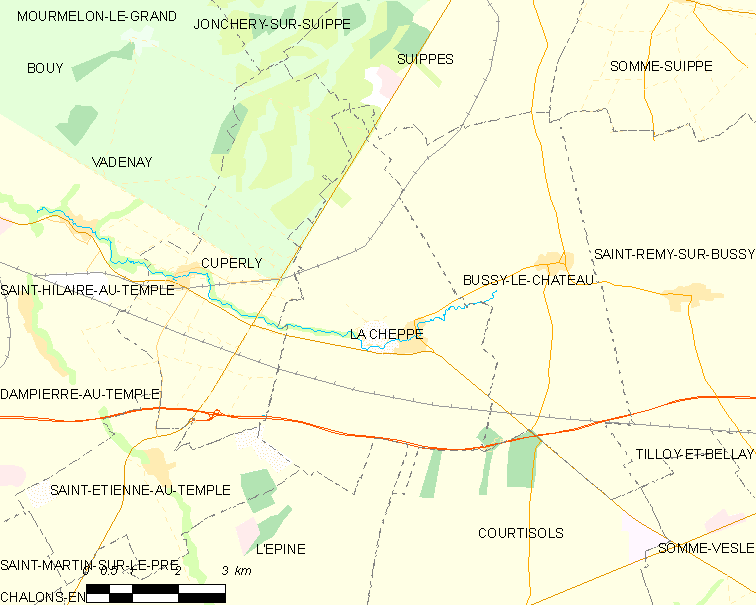
拉谢普的OSM定位图

拉谢普的时区为UTC+01:00、UTC+02:00（夏令时）。

## 行政
拉谢普的邮政编码为51600，INSEE市镇编码为51147。

## 政治
拉谢普所属的省级选区为阿戈讷-叙普-韦勒县。

## 人口

1962-2008年间拉谢普人口变化图示

拉谢普于2022年1月1日时的人口数量为326人。